# Scalabis philippina
Scalabis philippina är en insektsart som beskrevs av Stsl 1870. Scalabis philippina ingår i släktet Scalabis och familjen sköldstritar. Inga underarter finns listade i Catalogue of Life.